# Canido (Vigo)

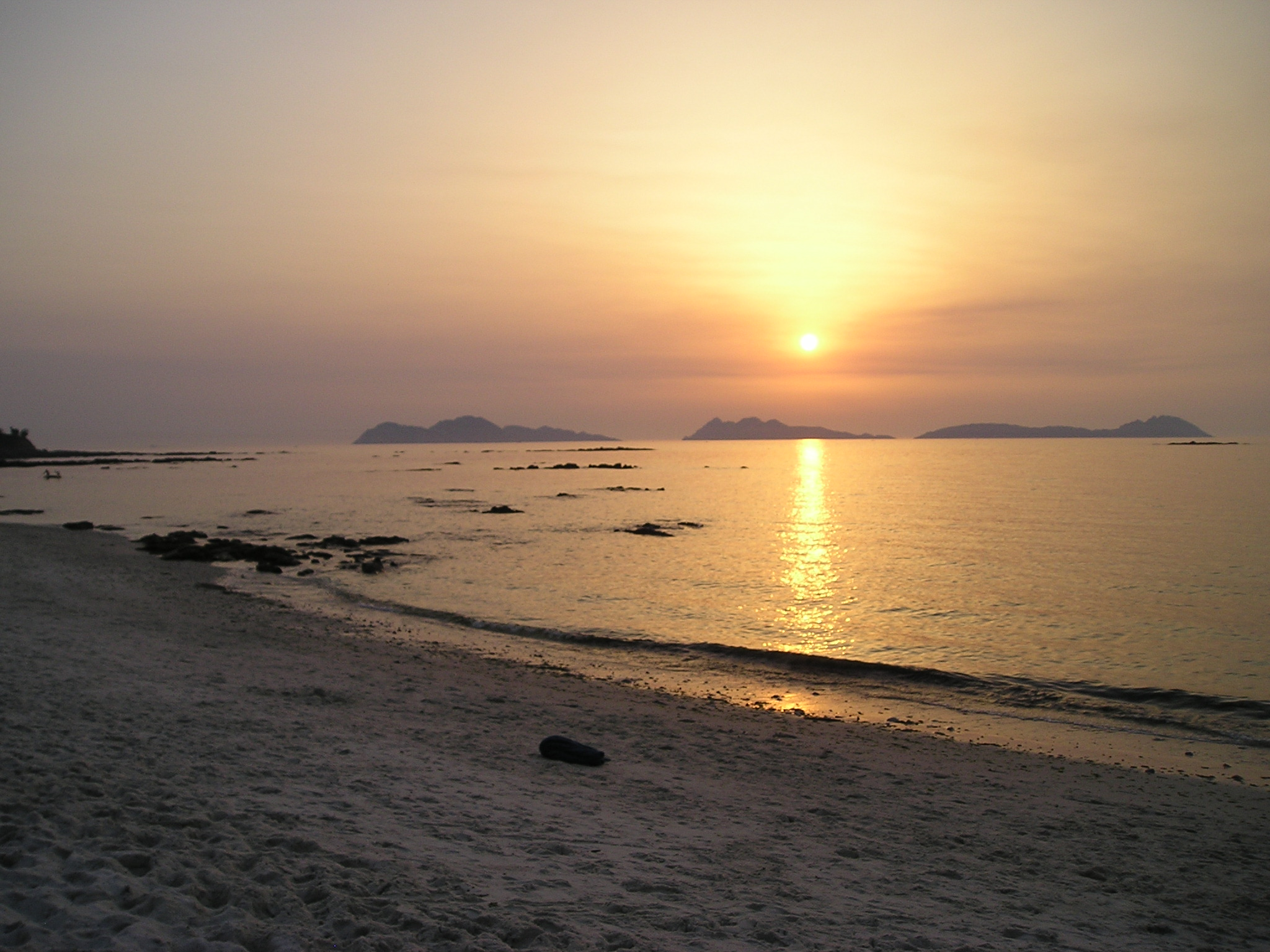
Playa de Fuchiños, en Canido (Vigo).

Canido es un lugar de la parroquia de San Miguel de Oya, del municipio de Vigo, en la provincia de Pontevedra, Galicia, España. Su población empadronada en el año 2024 era de 207 habitantes (INE).

## Lugares de interés
Destacan en Canido los siguientes lugares:
- La villa galaico-romana de Toralla en la que se realizaron unas excavaciones y que se encuentra al comienzo de Canido.
- También es muy conocida la Isla de Toralla que comunica con Canido a través de un puente.

## Características
Empieza (en dirección Vigo-Bayona) en el parque de Mirambell, inicio del puente de Toralla. Tiene tres zonas bien distinguidas, como son la zona del puerto donde está la Playa de Canido y el paseo en el que hay cafeterías, restaurantes, como el Mesón do Marisco y bares de copas. El límite con la siguiente zona lo impone el Puerto pesquero y el Puerto deportivo en el que está ubicado el Club Marítimo de Canido. Continuando en línea recta se encuentra la zona residencial, formada por residencias unifamiliares de lujo sobre un gran arenal, que recibe diferentes nombres en sus respectivas partes, como son Fuchiños, Areal do Xunqueiro y O'Caranguexo, El final de la urbanización lo establece Cabo Estay, en el que se encuentran, además del Centro Oceanográfico de Vigo, diversas calas de rocas con vistas hacia Nigrán. Otra parte de Canido, el pueblo en sí, se encuentra elevado geográficamente con respecto a lo anterior.

## Servicios
Para llegar hasta Canido hay varias líneas de transporte urbano (Vitrasa). Las líneas son la L10 (Cementerio de Teis - Canido) y L11 (Cabral – San Miguel) Cuenta también con parada de la línea ATSA, que comunica el centro de Vigo con Bayona, pasando por localidades del municipio de Nigrán.

## Playa de Canido
Esta playa goza de bandera azul. Dicha playa dispone de  Web cam en directo con vistas a las Islas Cies.